# Alojzije Žlebečić
Alojzije Žlebečić (Lučelnica, 25. kolovoza 1944. – Zagreb, 20. studenoga 2017.) hrvatski svećenik.

## Životopis
Preč. Alojzije Žlebečić, svećenik Zagrebačke nadbiskupije, rođen je 25. kolovoza 1944. godine u Lučelnici, župa BDM Snježne – Dubranec. 1966. g završio je Nadbiskupsku klasičnu gimnaziju u sklopu Dječačkog sjemeništa u Zagebu te nastavio svoj hod prema pozivu u Nadbiskupskom bogoslovnom sjemeništu, 1966. godine koje dovršava primanjem reda đakonata 12. ožujka 1972. godine. Iste godine, 25. lipnja zaređen je za svećenika po rukama kardinala Franje Kuharića.
Kao svećenik službovao je u sljedećim župama: u Župi Krista Kralja u zagrebačkom Trnju kao župni vikar, u Župi sv. Josipa u Šišljaviću kao upravitelj župe, u Župi Krista Kralja u zagrebačkom Trnju kao upravitelj župe i višegodišnji dekan Maksimirsko-trnjanskog dekanata, te u Župi Sv. Ivana Krstitelja na zagrebačkoj Novoj Vesi kao župnik.
Autor je trilogije komentara nedjeljnih i blagdanskih čitanja pod zajedničkim naslovom "Per aspera ad astra - Kroz trnje do zvijezda" u izdanju Glasa Koncila 2012. godine, te spomen monografije o crkvi i župi Krista Kralja u Zagrebu „Krist Kralj u Trnju o 100. obljetnici rođenja Ivana Meštrovića“ u izdanju Kršćanske sadašnjosti 1983. godine.